# Antipolo

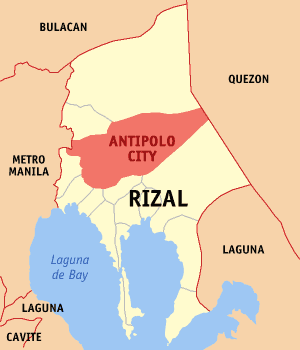
Antipolos läge i Rizal.

Antipolo (officiellt City of Antipolo) är en stad i Filippinerna och är administrativ huvudort (tillsammans med Pasig) för provinsen Rizal, som ligger i regionen CALABARZON. Den är belägen i den centrala delen av ön Luzon, ett par mil öster om Manila, och hade 633 971 invånare vid folkräkningen 2007. Staden är indelad i 16 smådistrikt, barangayer, varav samtliga är klassificerade som urbana.